# Notre-Dame-des-Landes
Notre-Dame-des-Landes ist eine französische Gemeinde mit 2335 Einwohnern (Stand 1. Januar 2022) im Département Loire-Atlantique in der Region Pays de la Loire. Sie gehört zum Arrondissement Châteaubriant-Ancenis und zum Kanton Nort-sur-Erdre (bis 2015: Kanton Blain).

## Geographie
Die Gemeinde liegt rund 25 Kilometer nordwestlich von Nantes. An der westlichen Gemeindegrenze verläuft der Fluss Plongeon. Nachbargemeinden von Notre-Dame-des-Landes sind Blain im Norden, Héric im Nordosten, Grandchamps-des-Fontaines im Südosten, Vigneux-de-Bretagne im Süden und Fay-de-Bretagne im Westen.

## Geschichte
Die Gemeinde ist Teil der historischen Bretagne. Entstanden in der Mitte des 19. Jahrhunderts, hat der Ort den ursprünglichen Charakter mit Landwirtschaft, Viehzucht und ländlicher Wirtschaft beibehalten.

### Bevölkerungsentwicklung
| Jahr                       | 1962 | 1968 | 1975 | 1982 | 1990 | 1999 | 2006 | 2017 |
| Einwohner                  | 1187 | 1137 | 1112 | 1274 | 1527 | 1650 | 1839 | 2184 |
| Quellen: Cassini und INSEE |      |      |      |      |      |      |      |      |

## Sehenswürdigkeiten

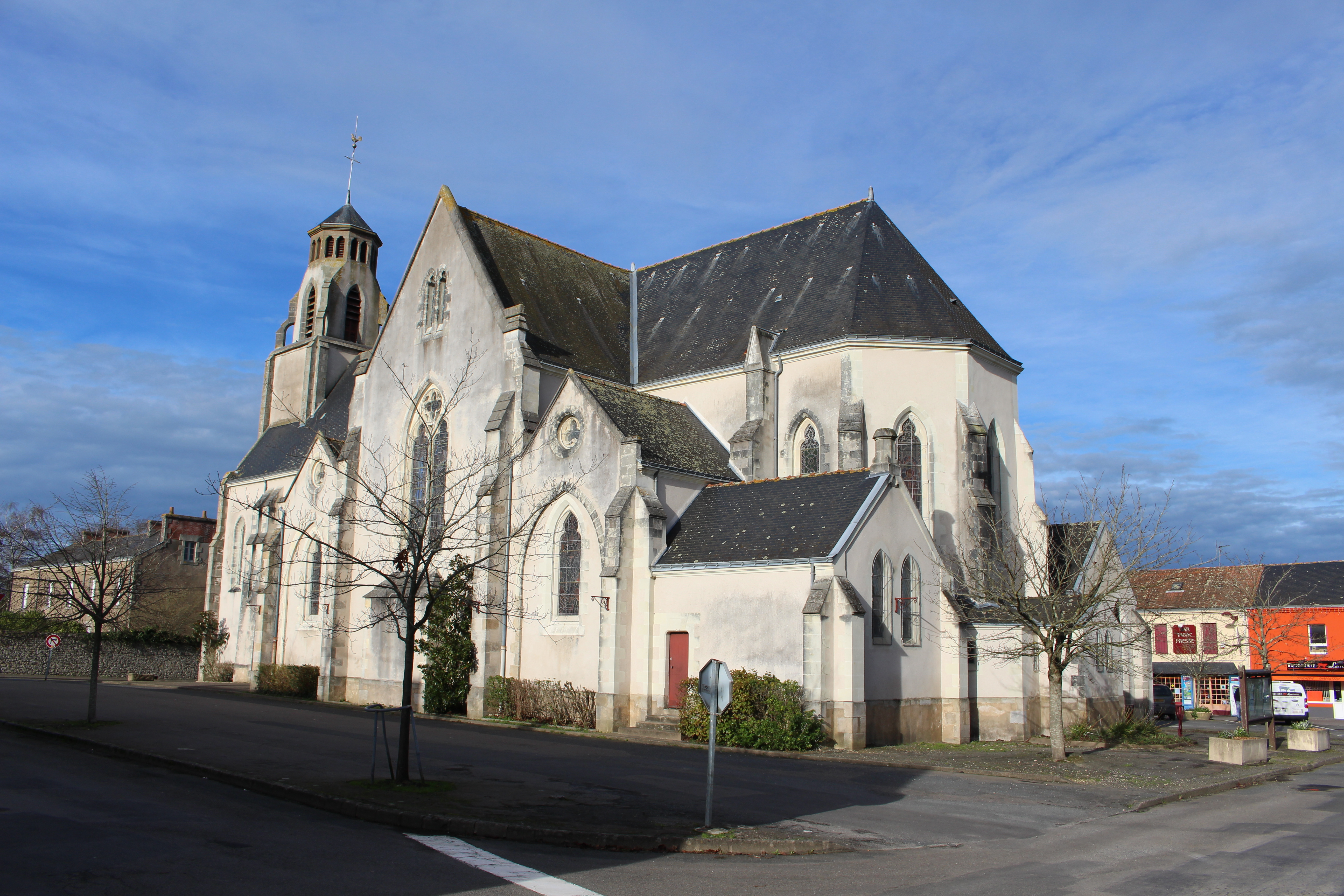
Kirche Notre-Dame

- Kirche Notre-Dame

## Flughafenprojekt

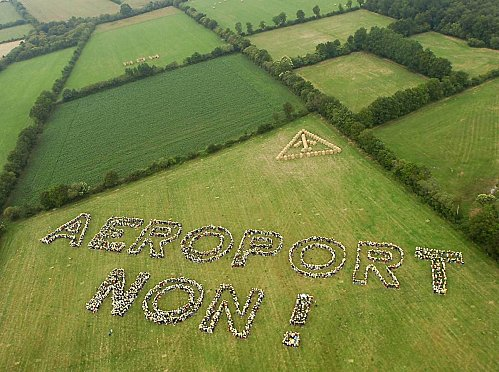
Aktion gegen den Flughafenbau vom Juni 2006

Seit den frühen 2000er Jahren wurde mit der Planung eines neuen (Regional-)Flughafens unter dem Namen Aéroport du Grand Ouest begonnen, der den Flughafen Nantes ablösen sollte.
Die betroffenen Bewohner von Notre-Dame-des-Landes protestierten mit großer Entschlossenheit, unter anderem mit der Errichtung einer Zone à défendre, gegen den Flughafenbau auf ihrem Gemeindegebiet. Sie wollten verhindern, dass die Landschaft zerstört und fruchtbares Land versiegelt wird.
Mitte Januar 2018 gab die französische Regierung bekannt, das Projekt endgültig aufzugeben.